# غريس ميتشيل
غريس ميتشيل (بالإنجليزية: Grace Mitchell)‏ هي مغنية أمريكية، ولدت في 5 أغسطس 1997 في بورتلاند في الولايات المتحدة.

## وصلات خارجية
- غريس ميتشيل على موقع ميوزك برينز (الإنجليزية)

- الموقع الرسمي